# Pseudocedrela kotschyi

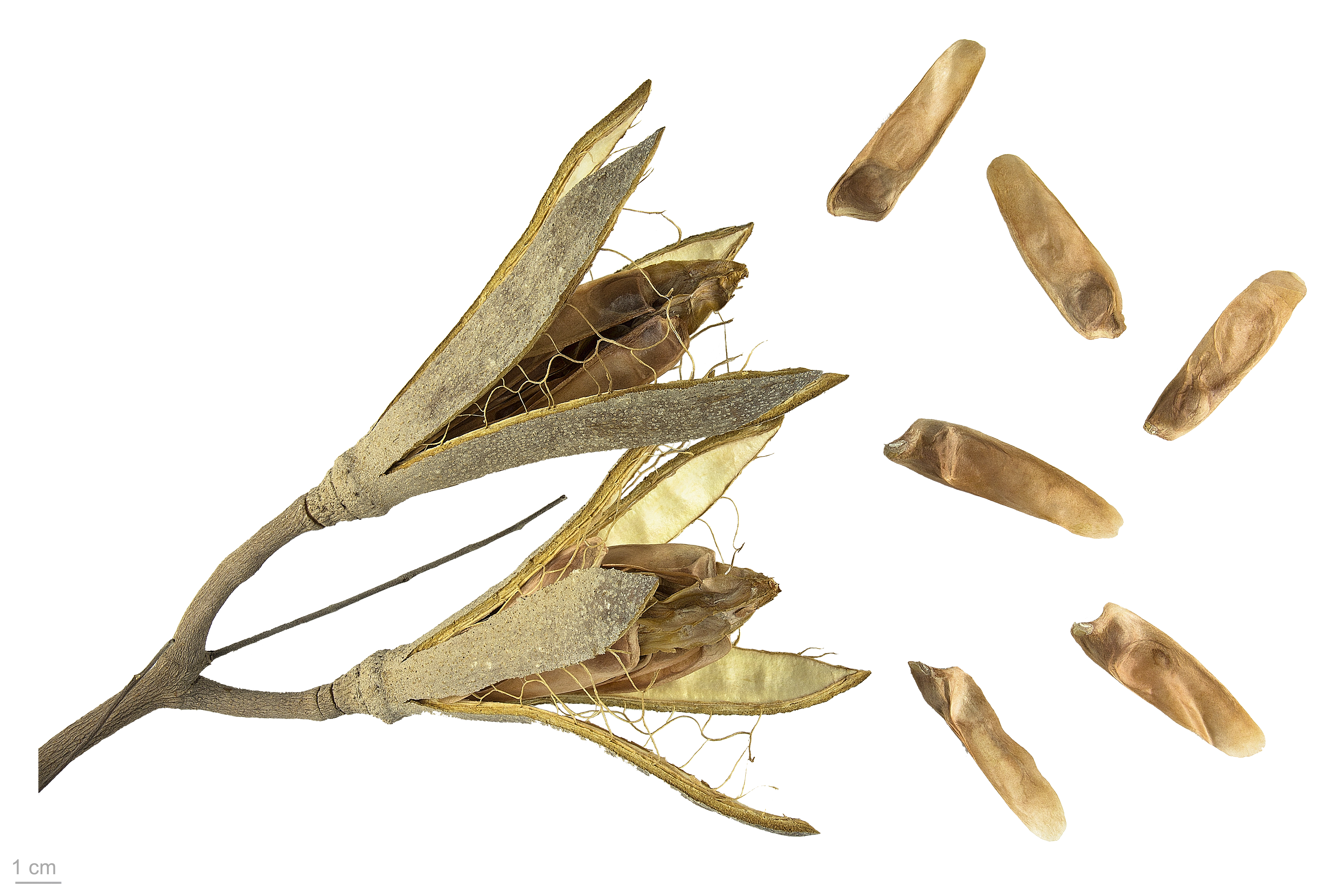
Pseudocedrela kotschyi

Pseudocedrela kotschyi là một loài thực vật có hoa trong họ Meliaceae. Loài này được (Schweinf.) Harms miêu tả khoa học đầu tiên năm 1895.